# 陳完
陳 完（ちん かん、生没年不詳）は、中国春秋時代の陳の公子で、斉の政治家。姓は嬀、氏は陳、あるいは田、諱は完、諡は敬。利公の次男。陳敬仲あるいは田敬仲とも呼ばれる。戦国七雄の田斉の祖である。陳穉の父。

## 生涯
公子完が生まれた際、父の利公が陳を通りかかった周の太史に公子完を占ってもらったところ、「陳とは別の国で諸侯になる」との予言を得る。
紀元前700年に父の利公が没し、叔父の荘公・宣公が相次いで即位すると、公子完は陳公の継承権から外れてしまうものの、陳公族として大過無く成長する。
その後、宣公の太子禦寇と親交を持つが、紀元前670年に宣公は寵愛する公子款（後の穆公）を太子の座に就けるために禦寇を暗殺してしまい、その与党とみなされた公子完は身の危険を察知し、陳国を脱出して斉に亡命する。以後、母国の名を氏として陳完と呼ばれる。
当時の斉公の桓公は陳完の人物に着目し、卿の座を与えようとしたが、陳完は亡命者としての立場からこれを固辞する。桓公はその恭謙さに感心し、陳完を百工（職人）を統率する工正の官に任命する。
死後、「敬」を諡され、陳敬仲と呼ばれるが、陳氏は後に田氏とも名乗ることから田敬仲とも呼ばれるようになる。そして陳完の子孫が姜斉公室から公位を簒奪して田斉を建てたことで、陳完は家祖として田斉の宗廟に祀られることとなり、太史の予言は成就する。